# NGC 4559
NGC 4559 је спирална галаксија у сазвежђу Береникина коса која се налази на NGC листи објеката дубоког неба.
Деклинација објекта је + 27° 57' 35" а ректасцензија 12h 35m 57,8s. Привидна величина (магнитуда) објекта NGC 4559 износи 9,6 а фотографска магнитуда 10,3. Налази се на удаљености од 9,532 милиона парсека од Сунца. NGC 4559 је још познат и под ознакама UGC 7766, MCG 5-30-30, CGCG 159-24, IRAS 12334+2814, PGC 42002.